# Melanosphecia atra
Melanosphecia atra is een vlinder uit de familie wespvlinders (Sesiidae), onderfamilie Sesiinae.
Melanosphecia atra is voor het eerst wetenschappelijk beschreven door Le Cerf in 1916. De soort komt voor in het Oriëntaals gebied.